# Teiu (Argeș)
Pour les articles homonymes, voir Teiu.
Teiu est une commune roumaine située dans le județ d'Argeș.

## Démographie
En 2021, la population était de 1 276 habitants.